# Pauls Kadoshow
Pauls Kadoshow is een Nederlands televisieprogramma van de VARA dat op de zaterdagavond uitgezonden werd door Nederland 1. De presentatie van het programma was in handen van Paul de Leeuw, hier stamt tevens de programmanaam vanaf.
Het programma werd in het leven geroepen om het 85-jarige bestaan te vieren van de televisieomroep VARA, het was een eenmalige editie die in twee delen werd uitgezonden op 6 november 2010. Het eerste deel was van 19.35 tot 20.00 uur te zien en het tweede deel ging dezelfde avond van start na het NOS Journaal vanaf 20.25 tot 21.40 uur.

## Format
In het programma ontving presentator Paul de Leeuw 85 kandidaten met verschillende verhalen die met elkaar de strijd aan gingen om een cadeau dat ze zelf mochten bedenken; zoals een nieuwe badkamer, de assistent zijn van Hans Klok, een nieuwe fiets of een nieuwe kledingset voor een verjaardag. De kandidaten werden in de studio getest, aan de hand van verschillende spellen, op hun behendigheid en slimheid, tevens werd er gekeken naar de gun-factor. Zo was er een onderdeel gebaseerd op het televisieprogramma De zwakste schakel waarin de overgebleven kandidaten allemaal een naam op een bord mochten schrijven van een medekandidaat die zij hun cadeau niet gunde. Er werd aangegeven dat deze kandidaat dan geëlimineerd zou worden en geen cadeau zou krijgen omdat de medekandidaten het diegene niet gunnen, het tegendeel bleek later waar want degene werd alleen in het spel geëlimineerd en kreeg alsnog zijn cadeau.
Andere spellen die in de studio werden gedaan waren onder andere een groep kandidaten moest zo snel mogelijk een afwasmachine in ruimen, andere kandidaten moesten proberen een professionele clownsoptreden zo goed mogelijk na te doen, moesten proberen als eerste met een pizzadoos een ballon in een basket te zien krijgen en andere kandidaten moesten het Wilhelmus zonder fouten uit hun hoofd zingen. De winnaars van deze spellen gingen door naar de volgende rondes, sommige verliezers kregen echter toch nog hun cadeau als troostprijs. 
Naast de opnames in de studio hadden er van tevoren ook opnames plaatsgevonden. Tijdens deze opnames ging De Leeuw verkleed als Annie de Rooij en later verkleed als Bob de Rooij thuis langs bij verschillende mensen om hen te verrassen met cadeaus. De mensen die verrast werden waren bij het programma aangemeld door familie of vrienden. 

## Achtergrond
Het programma werd opgenomen in de MediArena in Amsterdam. In het programma werd De Leeuw muzikaal bijgestaan door Cor Bakker met zijn orkest. Tevens waren er diverse bekende Nederlanders die hun medewerking aan het programma verleenden waaronder Hans Klok, Hetty Blok en Anny Schilder. 
De aflevering werd door 1.064.000 mensen bekeken en sloot daarmee de negende best bekeken programma van die dag.
12 steden, 13 ongelukken · Alles draait om geld · Bergen Binnen · Büch's Boeken · Buitenhof ** · Bureau Kruislaan · Cabaret & Co · Comedytrain presenteert · Deadline · Dr. Ellen · Ernstige Delicten · Factor Giel · Gebak van Krul · GIEL · Herexamen · Hoe bestaat het · Hof van Joosten · Hollands Hoop · In goed gezelschap · Is dat eigenlijk wel zo? · Jules Unlimited · Kanniewaarzijn · Kassa · Kassa 3 · Kinderen geen bezwaar · Kinderen voor Kinderen · Kopspijkers · Kun je het al zien? · Het Lagerhuis · Langs de Leeuw · Langs Sint en De Leeuw · De leugen regeert · Lieve Paul · Lieve Paul & Sint · MaDiWoDoVrijdagshow · De Mega Mike & Mega Thomas Show · Mooi! Weer De Leeuw · Mooi! Weer de Sint · Nieuwslicht · NOVA * · Oppassen!!! · Overspel · Panache · PAU!L · PAU!L en Sint! · Pauls Kadoshow · Pauls Puber Kookshow · Pauw & Witteman · Per Seconde Wijzer · Sint & De Leeuw · Shouf Shouf! · The Sopranos · Stellenbosch ** · Studio Spaan · Thank God It's Friday · Twee voor twaalf · Unit 13 · De verrukkelijke 85 · Vroege Vogels TV · Vuurzee · Waltz ** · De Wereld Draait Door · De wereld van Boudewijn Büch · Wie steelt mijn show? · X De Leeuw · Zembla

*: In samenwerking met NPS en NOS     **: In samenwerking met AVROTROS en VPRO